# ویکی لارنس
ویکی لارنس (انگلیسی: Vicki Lawrence؛ زادهٔ ۲۶ مارس ۱۹۴۹) یک هنرپیشه، و خواننده اهل ایالات متحده آمریکا است. وی از سال ۱۹۶۷ میلادی تاکنون مشغول فعالیت بوده‌است.